# Misovca, Ialoveni
Misovca este un sat din cadrul comunei Gangura din raionul Ialoveni, Republica Moldova.

## Demografie

### Structura etnică
Structura etnică a localității conform recensământului populației din 2004:
| Grup etnic | Populație | % Procentaj |
| ---------- | --------- | ----------- |
| Moldoveni  | 281       | 49,91%      |
| Ucraineni  | 228       | 40,50%      |
| Ruși       | 26        | 4,62%       |
| Bulgari    | 18        | 3,20%       |
| Alții      | 10        | 1,78%       |
| Total      | 563       |             |